# Zugvogel – deutscher Fahrtenbund
Der Zugvogel – deutscher Fahrtenbund e. V., kurz Zugvogel, ist eine Gruppierung der bündischen Jugend, eine Fahrtengemeinschaft in der Tradition des Wandervogels, die zudem zahlreiche Liederbücher und Tonträger herausgibt. Der eingetragene Verein ist als gemeinnützig anerkannt. Der Jungen- und Männerbund hat seinen Bundessitz im Kochshof in Odenthal.

## Geschichte
Der Bund wurde 1953 auf Burg Ludwigstein gegründet und ist aus dem Nerother Wandervogel hervorgegangen, in dem der Bundesgründer des Zugvogels Alfons Hamm (Fahrtenname: Trenk) Ordensführer war.  Das Wappentier ist ein fliegender Kranich. Bundessitz ist der Kochshof im Bergischen Land; der Bund ist über ganz Deutschland verbreitet und zählt etwa 400 aktive und einige hundert ehemalige Mitglieder. Enge Verbindungen pflegt der Zugvogel mit der Deutschen Freischar.

## Zielsetzung und Überzeugung
Insbesondere setzt der Bund sich ein für:
- die Formung und Heranbildung charakterfester, junger Persönlichkeiten und für das Wecken von Verantwortungsbewusstsein
- die Pflege des Gedankengutes der Deutschen Jugendbewegung vor 1933, insbesondere ihres künstlerischen Gestaltens
- die Begegnung der Jugend mit anderen Nationen und Kulturkreisen
- die Bildung staatsbürgerlichen Bewusstseins und aufgeschlossenen Verhaltens gegenüber sozialen und anderen Gegenwartsfragen
- die Förderung kultureller Zwecke wie die Förderung der Kunst
- die Förderung und Pflege von Kulturwerten & der Denkmalspflege
- die Förderung des Naturschutzes und der Landschaftspflege im Sinne des Bundesnaturschutzgesetzes und der Naturschutzgesetze der Länder.

Zur Durchführung dieser Aufgaben veranstaltet der Zugvogel Freizeiten, Zeltlager, Auslandsfahrten und andere Maßnahmen der Jugendbildung. Der Zugvogel ist selbstlos tätig und verfolgt keine eigenwirtschaftlichen Zwecke.
Der Bund vertritt seit seiner Gründung eine pazifistische Grundhaltung und bekennt sich zum Prinzip des Lebensbundes – Mitglieder können also nicht nur Jugendliche, sondern auch Erwachsene sein. Mitglieder des Bundes gehörten schon früh zu den Kriegsdienstverweigerern. Ungewöhnlich ist auch der hohe Anteil von Arbeitern und Handwerkern in diesem Bund, da die meisten Bünde und Nachfolgebünde der historischen Jugendbewegung bürgerlich geprägt sind. Der Zugvogel ist Mitunterzeichner der „Mannheimer Resolution“ gegen Rassismus und hat 2009 im „Lohberger Beschluss“ seine ablehnende Haltung gegenüber revisionistischem und völkischem Gedankengut erneut verdeutlicht.
Das Erkennungsmerkmal ist ein sechseckiges grünes Barett, welches die sechs Säulen des Bundes symbolisiert: Wahrheit, Ehre, Freiheit, Gerechtigkeit, Ritterlichkeit und Große Fahrt.

## Struktur
Der Zugvogel ist demokratisch organisiert. Der Bundesführer und der Kanzler des Bundes werden durch die Bundesversammlung (alle Mitglieder des Zugvogels ab dem 16. Lebensjahr) für fünf Jahre gewählt. Der Bund setzt sich aus autonomen „Orden“ zusammen, die sich ihre jeweilige Führung ebenfalls selber wählen. Ein Orden kann wiederum aus mehreren „Rotten“ bestehen.
| Aktive Orden sind: - Orden der Geusen - Orden Grauer Kranich - Bergischer Orden (urspr. im DPB) - Orden der Bukanier - Orden der Chatten - Orden Jolly Roger - Orden Orca - Orden der Schalme - Orden Purnima - Berliner Orden | Ehemalige Orden sind: - Orden der Hanseaten (urspr. im NWV) - Orden der Panduren (später NWV und ABW) - Orden der Barden - Orden der Langobarden - Schwäbischer Orden - Orden der Saporoger - Orden der Vagabunden |

## Silberspring
Eng mit dem Zugvogel verbunden ist die Liedreihe „Silberspring“, die der Bundesgründer Alfons (Alo) Hamm (trenk) bereits um 1930 begründete. Hamm schrieb 136 Lieder, die teilweise in der Jugendbewegung weite Verbreitung fanden. Andere Bundesmitglieder folgten seinem Beispiel, so dass der Bund heute als Quelle von Liedschöpfungen in der bündischen Jugend und bei Pfadfinderbünden bekannt ist. Die Lieder werden seit den späten 1960er Jahren auch der Öffentlichkeit zugänglich gemacht – durch gedruckte Liederhefte (Silberspring, bisher 8 Hefte) sowie durch Tonträger. Auch durch Auftritte auf Singewettstreiten ist der Zugvogel bekannt.

## Publikationen und Diskografie
- MC Lieder des Zugvogel 1, Herausgeber: bündisches audio 1981
- MC Lieder des Zugvogel 2, Herausgeber: bündisches audio 1982
- MC 20 Wohlseinslieder, Herausgeber: bündisches audio 1983
- CD  15 Jahre Hamburger Singewettstreit: 1978–1992; eine Dokumentation. Thorofon/bündisches audio 1993
- CD Geh´n die Zeiten daher; 40 Jahre Zugvogel. Eigenverlag: Zugvogel 1993
- CD Singt Freunde, der Zugvogel – Deutscher Fahrtenbund, singt aus dem Silberspring; Herausgeber: bündisches audio 1998
- CD 50 Jahre Zugvogel, Jubiläumskonzert des Zugvogel – Deutscher Fahrtenbund. Herausgeber: bündisches audio 2003
- DVD Welt Erfahren, 50 Jahre Zugvogel Deutscher Fahrtenbund. 60 min. ZV-Geschichte. Eigenverlag: Zugvogel 2003
- CD SO JUNG..., Der Zugvogel – 60 Jahre jung. Herausgeber: bündisches audio 2013
- CD der schräge Silberspring. Eigenverlag: Zugvogel 2018